# Швец, Василий Степанович
Василий Степанович Швец (1918 — 1993) — украинский советский поэт и журналист, военный корреспондент. Родом с Киевщины, печатается с 1937. Сборник стихов «Доброе утро, Украина» (1945), «Лирика» (1949), «Беспокойное лето» (1959), «Гостинцы» (1978), «Сочинения в 2 томах» (1978). В 2008 году в одной из школ Киева открыт кабинет его имени «Тайнопись».

## Биография
В 1912 году семья Швец из Иванкова уехала на Алтай и вернулась в 1916 году.
17 января 1918 года родился младший сын Василий.
Учился в Ржещевской педагогической школе, в Харьковском политехническом техникуме.
В 1941 году окончил Киевский пединститут.
Участвовал в Великой Отечественной войне. Сначала был артиллеристом, после ранения — корреспондентом военных газет.

## Творчество
Печатать стихи начал в 1937 году.
Творчество Василия Швеца, касающееся темы войны, является основой всего его творчества.
В 1944 году стал членом Союза писателей. Первый сборник стихов
- «Доброе утро, Украина!» в 1945 году.

Отдельными изданиями вышли такие оригинальные и избранные произведения:
- «Лирика» (19490, «Восход солнца» и «Рассвета» (обе — 1950),
- «Верные друзья» (1952),
- «Радуга» /(1956),
- «Беспокойное лето» (1959)
- «Зеленая рута» и «Штык — в землю!» (1960)
- «Шаги и годы» (1962)
- «Поединок» (1965)
- «Межень» (1969)
- «Живое ожерелье» (1971)
- «Найденный тетрадь» (1975)
- Сочинения в 2-х томах (1978)
- «Ожидание» (1984)
- «Письма в окопы» (Повесть в новеллах) (1985).
- «Чувство семьи единой» (1988)

## Премии
Василий Швец был удостоен премий имени Владимира Сосюры (1982) и имени Павла Тычины .